# Violtätskinn
Violtätskinn (Peniophora violaceolivida) är en svampart som först beskrevs av Søren Christian Sommerfelt och som fick sitt nu gällande namn av George Edward Massee 1890. 
Violtätskinn ingår i släktet Peniophora och familjen Peniophoraceae.  Arten är reproducerande i Sverige. Inga underarter finns listade i Catalogue of Life.